# Parlagos
Parlagos (1899-ig Polichnó, szlovákul: Polichno) község Szlovákiában, a Besztercebányai kerületben, a Losonci járásban.

## Fekvése
Losonctól 15 km-re, északnyugatra fekszik.

## Története
A település valószínűleg a 14. században keletkezett, 1467-ben "Polyhna" alakban tűnik fel az írott forrásokban. A divényi váruradalom része volt, majd a 16. századtól a halicsi uradalom és több nemes család birtoka. 1828-ban 54 házát 437-en lakták. Lakói mezőgazdasággal és állattartással foglalkoztak.
Vályi András szerint „POLICHNA. Tót falu Nógrád Vármegyében, földes Urai több Uraságok, lakosai katolikusok, fekszik Dévénhez közel, mellynek filiája, határja sovány, vagyonnyai is selejtesek, harmadik osztálybéli.”
Fényes Elek szerint „Polichna, tót falu, Nógrád vmegyében hegyek és kősziklák közt: 600 evangelikus lak. Evang. anyatemplom. F. u. gr. Forgács család. Ut. p. Losoncz.”
A trianoni békeszerződésig Nógrád vármegye Gácsi járásához tartozott.
A község ma is a mezőgazdasági jellegű települések közé tartozik.

## Népessége
| Év:            | 1994. | 2004.    | 2014.   | 2024.    |
| -------------- | ----- | -------- | ------- | -------- |
| Emberek száma: | 123   | 149      | 140     | 124      |
| Eltérés:       |       | +21,13 % | -6,04 % | -11,42 % |

| Év:            | 2023. | 2024. |
| -------------- | ----- | ----- |
| Emberek száma: | 124   | 124   |
| Eltérés:       |       | +0 %  |

1910-ben 551, túlnyomórészt szlovák anyanyelvű lakosa volt.
2001-ben 141 lakosából 127 szlovák volt.
2011-ben 145 lakosából 138 szlovák volt.

## Híres emberek
- 1867-ben itt született Božena Slančíková-Timrava szlovák írónő (†1951. Losonc).

## Nevezetességei

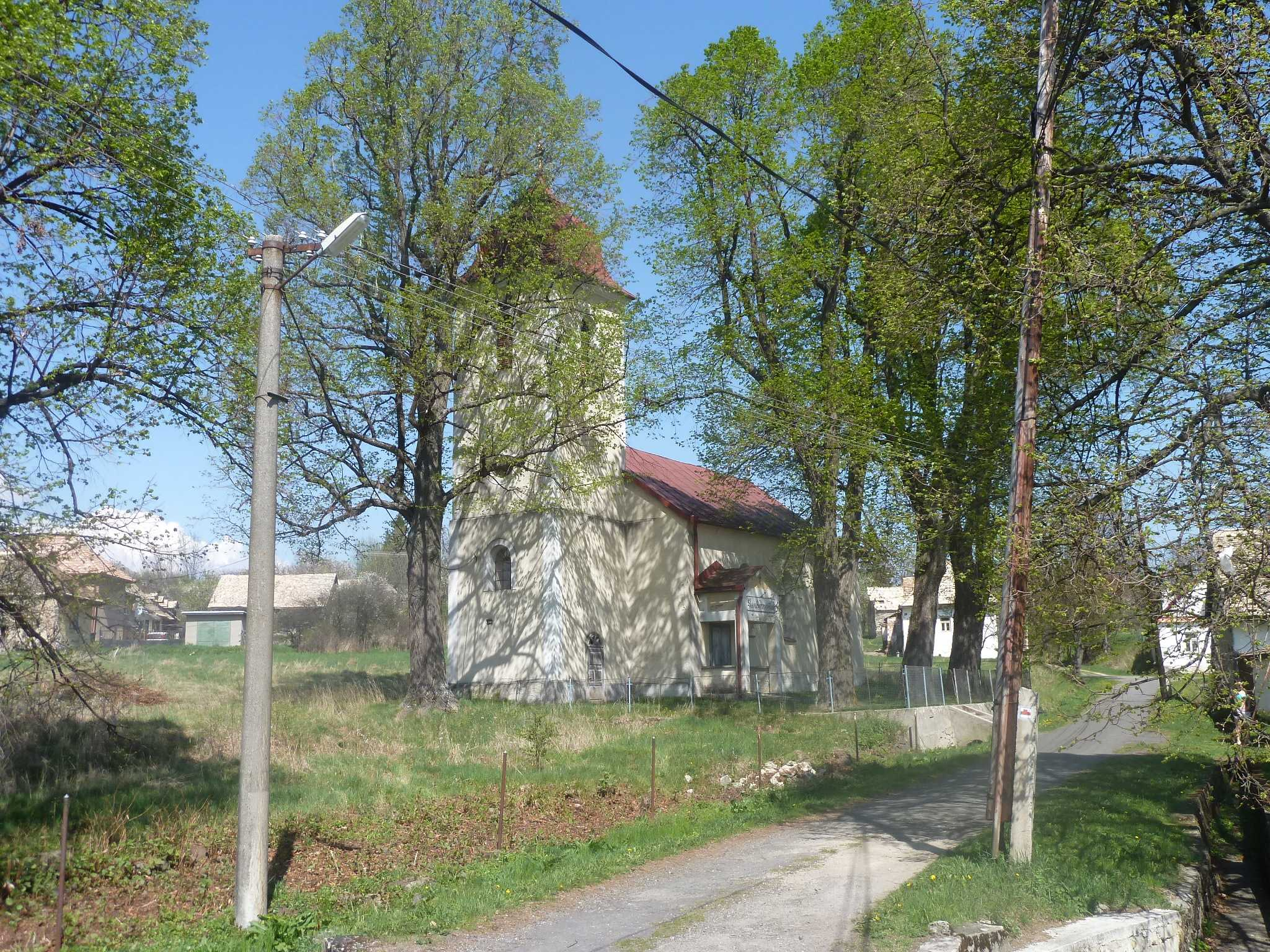
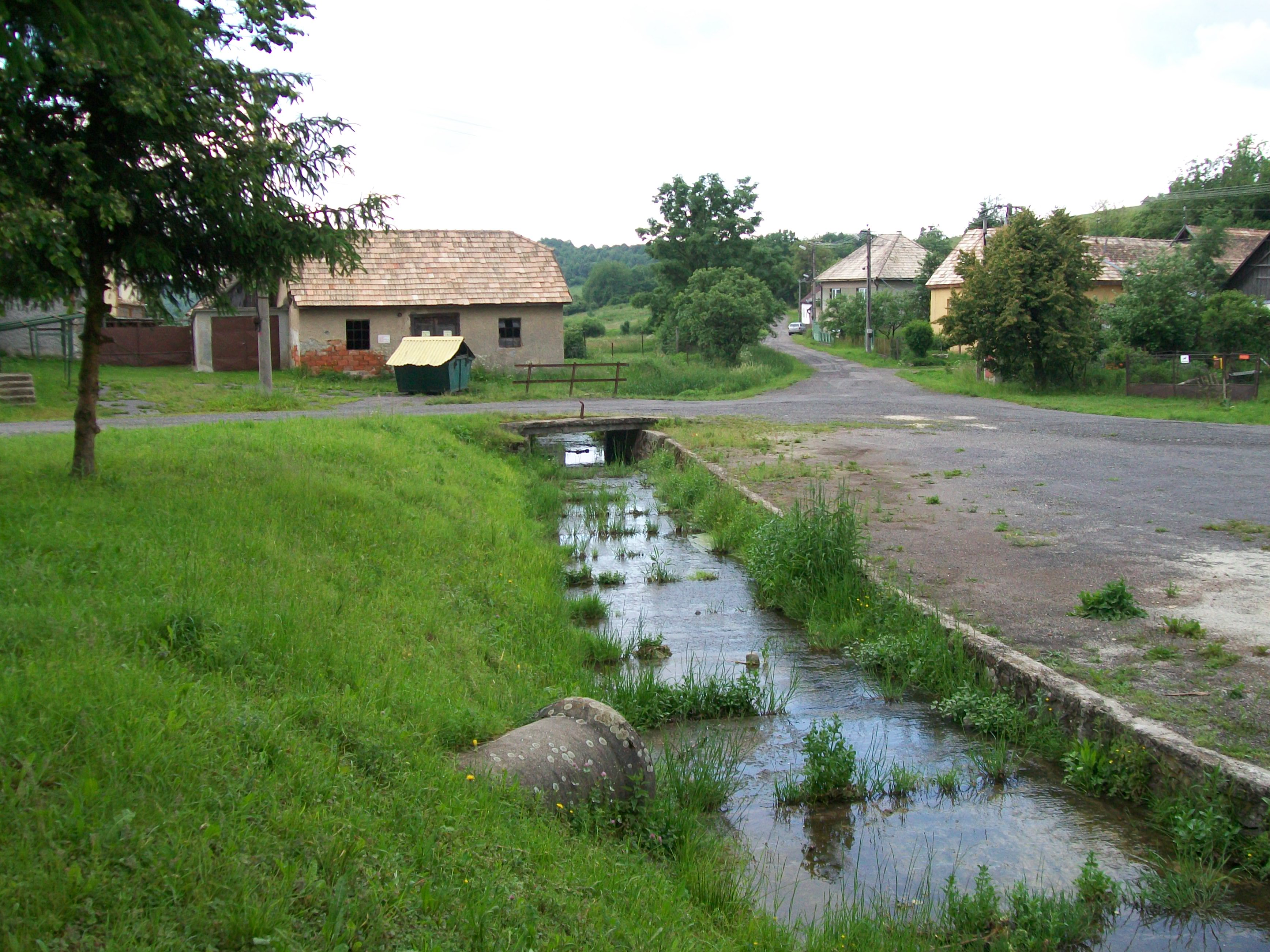
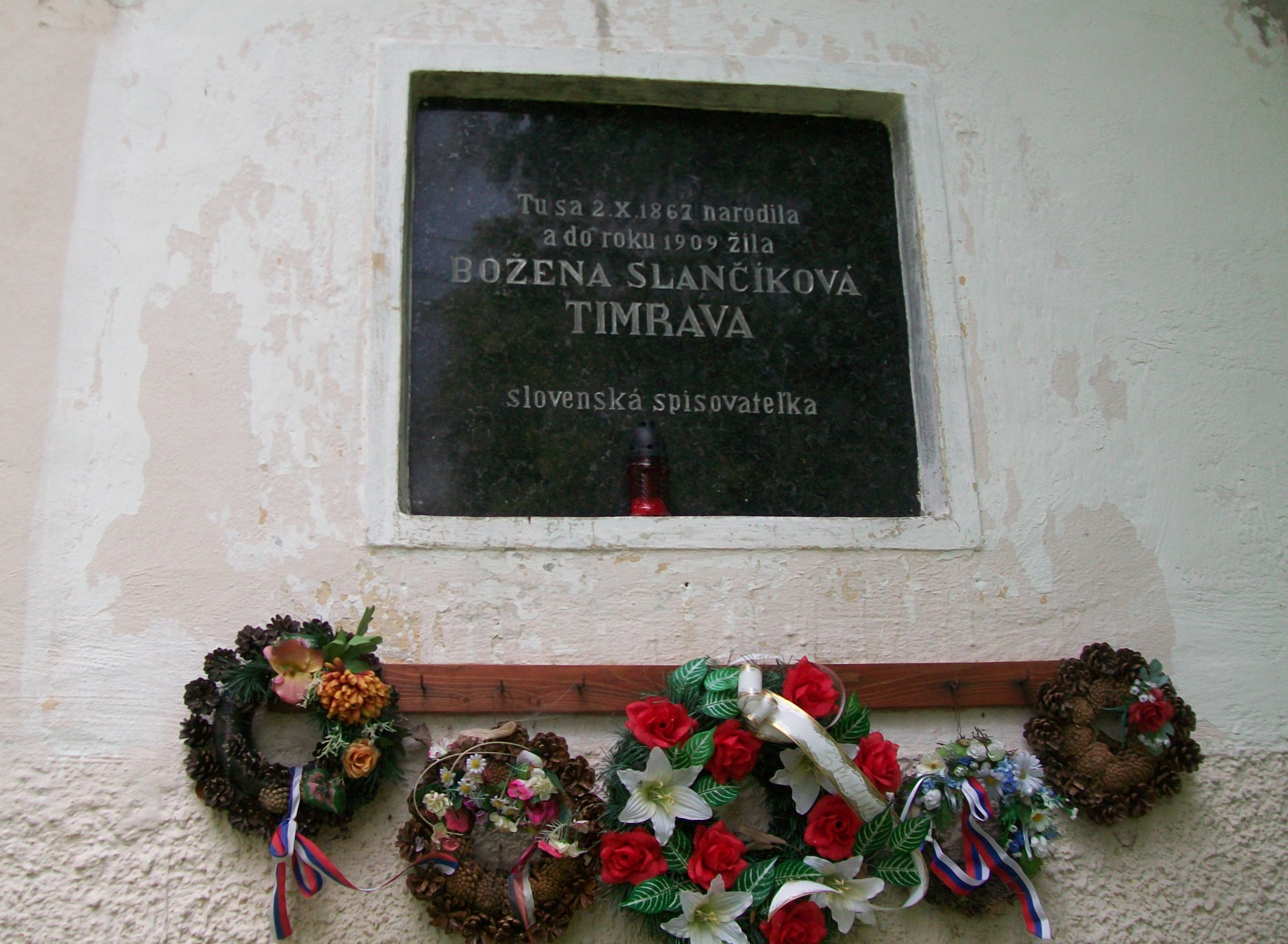

- Evangélikus temploma 1788-ban épült klasszicista stílusban, 1871-ben bővítették.

## Külső hivatkozások
- Községinfó
- Parlagos Szlovákia térképén
- E-obce.sk Archiválva 2008. január 6-i dátummal a Wayback Machine-ben